# Hermanas Edmonson

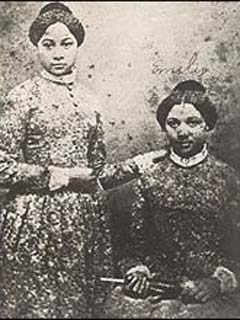
Este daguerrotipo muestra a Mary Edmonson (de pie) y Emily Edmonson (sentada), poco después de que fueran liberadas en 1848.

Mary Edmonson (1832-1853) y Emily Edmonson (1835-1895), "dos respetables jóvenes de tez clara", fueron dos hermanas afroamericanas que se convirtieron en celebridades en el movimiento abolicionista estadounidense después de liberarse de la esclavitud. El 15 de abril de 1848, estaban entre los 77 esclavos que intentaron escapar de Washington D. C. en la goleta Pearl para navegar por la bahía de Chesapeake hacia la libertad en Nueva Jersey.
Aunque ese esfuerzo fracasó, fueron liberadas de la esclavitud gracias a los fondos recaudados por la Iglesia Congregacional de Plymouth en Brooklyn, Nueva York, cuyo pastor era Henry Ward Beecher, un prominente abolicionista. Después de obtener la libertad, las hermanas Edmonson recibieron apoyo para ir a la escuela al mismo tiempo que trabajaban. Hicieron campaña con Beecher en todo el norte para el fin de la esclavitud en los Estados Unidos.

## Infancia
Las hermanas Edmonson eran las hijas de Paul y Amelia Edmonson, un hombre negro libre y una mujer esclava en el condado de Montgomery, Maryland. Mary y Emily eran dos de los trece o catorce niños que sobrevivieron hasta la edad adulta, todos los cuales nacieron en la esclavitud. Desde el siglo XVII, la ley común a todos los estados esclavistas decretaba que los hijos de una madre esclava heredaran el estatus legal de su madre, por el principio de partus sequitur ventrem.
Su padre, Paul Edmonson, fue manumitido por voluntad de su dueño. Maryland era un estado con un alto porcentaje de negros libres. La mayoría descendía de personas esclavas liberadas en las primeras dos décadas después de la Revolución Estadounidense, cuando los esclavizadores fueron alentados a la manumisión por los principios de la guerra y los predicadores activistas cuáqueros y metodistas. Para 1810, más del 10 por ciento de los negros en el Alto Sur eran libres, la mayoría en Maryland y Delaware. En 1860, el 49,7 por ciento de los negros de Maryland eran libres.
Edmonson compró un terreno en el área de Norbeck del condado de Montgomery, donde cultivó y se estableció con su familia. A Amelia se le permitió vivir con su esposo, pero continuó trabajando para su amo. Los hijos de la pareja comenzaron a trabajar a una edad temprana como sirvientes, jornaleros y trabajadores cualificados. Aproximadamente desde los 13 o 14 años, eran "contratados" para trabajar en casas privadas de la élite en las cercanías de Washington D. C. bajo un tipo de acuerdo de arrendamiento, por el que sus salarios iban al amo esclavista. Esta práctica de "contratación externa" surgió a partir del alejamiento del sistema de plantaciones de tabaco que antes requería mucha mano de obra, dejando a los plantadores de esta parte de los Estados Unidos con un excedente de esclavos. Contrataron esclavos o los vendieron a comerciantes del Sur profundo. Muchas personas esclavas trabajaban como sirvientes en hogares y hoteles de la capital. A veces se contrataba a los hombres como artesanos o para trabajar en los puertos del río Potomac.
En 1848, cuatro de las hermanas mayores Edmonson habían comprado su libertad (con la ayuda de los maridos y la familia), pero el amo había decidido no permitir que más hermanos lo hicieran. Arrendó a seis de ellas para su beneficio, incluidas las dos hermanas menores.

## Intento de fuga

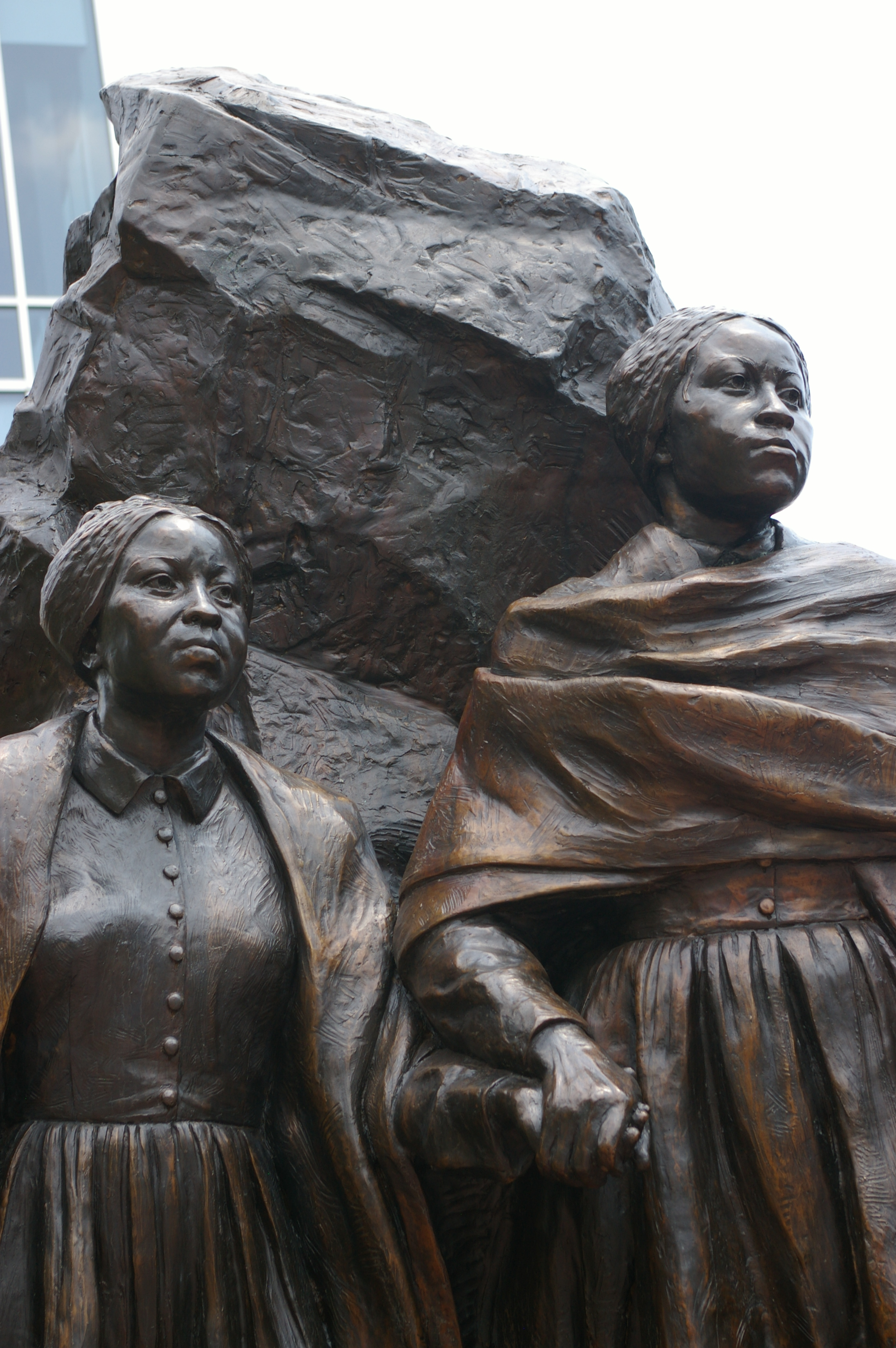
Detalle de la escultura de las Hermanas Edmonson (2010) en Alexandria, Virginia.

El 15 de abril de 1848, la goleta Pearl atracó en un muelle de Washington. Las hermanas Edmonson y cuatro de sus hermanos se unieron a un gran grupo de esclavos (un total de 77) en un intento de escapar en el Pearl hacia la libertad en Nueva Jersey. La fuga había sido planeada por dos abolicionistas blancos, William L. Chaplin y Gerrit Smith, y dos hombres negros libres de Washington, incluido Paul Jennings. Comenzando como un modesto intento de escape para siete esclavos, el esfuerzo había sido ampliamente comunicado y organizado dentro de las comunidades de negros libres y esclavos, transformándolo en un esfuerzo mayor y unificado, sin el conocimiento de los organizadores blancos o la tripulación. En 1848, los negros libres superaban en número a los esclavos en el Distrito de Columbia por tres a uno; la comunidad demostró que podía actuar de manera unificada. Setenta y siete esclavos abordaron el Pearl, que debía navegar por el río Potomac y por la bahía de Chesapeake hasta el canal de Chesapeake y Delaware, desde donde viajarían por el río Delaware hasta la libertad en Nueva Jersey, un total de 225 millas. En ese momento, Emily tenía 13 años y Mary tenía 15 o 16.
El Pearl, con los fugitivos escondidos entre cajas, comenzó su travesía por el Potomac. Se retrasó durante la noche por el cambio de las mareas y luego tuvo que esperar debido a mal tiempo anclado en la bahía. En Washington, se dio la alarma por la mañana, cuando numerosos propietarios de esclavos descubrieron que sus esclavos habían escapado. Los relatos históricos entran en conflicto y no está claro qué detalles de lo que estaba pasando se conocían en ese momento. Los esclavistas formaron una banda armada que embarcó río abajo en un barco de vapor. El barco de vapor alcanzó al Pearl en Point Lookout, Maryland, y la pandilla se apoderó de él, remolcando el barco y su valiosa carga humana de regreso a Washington D. C. Si la pandilla se hubiera dirigido al norte, a Baltimore, otra posible ruta de escape, el Pearl podría haberse escapado y llegado a su destino.
Cuando el Pearl llegó de vuelta a Washington, una multitud aguardaba el barco. Daniel Drayton y Edward Sayres, los dos capitanes blancos, tuvieron que ser puestos a salvo, ya que personas a favor de la esclavitud los atacaron por amenazar su control de la propiedad. Los esclavos fugitivos fueron llevados a una cárcel local. Más tarde se informó que cuando alguien de la multitud preguntó a las muchachas Edmonson si estaban avergonzadas por lo que habían hecho, Emily respondió con orgullo que volverían a hacer exactamente lo mismo. Siguieron tres días de disturbios provocados por los agitadores a favor de la esclavitud, que atacaron oficinas y prensas contra la esclavitud en la ciudad en un intento de reprimir el movimiento abolicionista. La mayoría de los amos de los esclavos fugitivos decidieron venderlos rápidamente a los traficantes de esclavos, en lugar de brindarles otra oportunidad de escapar. Cincuenta de los esclavos fueron transportados en tren a Baltimore, desde donde fueron vendidos y trasladados al sur profundo.

## Nueva Orleans
A pesar de los esfuerzos desesperados de Paul Edmonson por retrasar la venta de sus hijos para poder recaudar suficiente dinero para comprar su libertad, los socios comerciantes de esclavos Bruin & Hill de Alexandria, Virginia, compraron a los seis hermanos Edmonson. En condiciones inhumanas, los hermanos fueron transportados en barco a Nueva Orleans, donde los fijaron a un precio muy alto: 1.200 dólares cada uno. Nueva Orleans era el mercado de esclavos más grande de la nación y bien conocido por vender "chicas elegantes" (mujeres jóvenes esclavas de piel clara) como esclavas sexuales.
Hamilton Edmonson, el mayor de los hermanos, ya había vivido como hombre libre durante varios años, trabajando como tonelero. Con la ayuda de donaciones de un ministro metodista arregladas por su padre, Hamilton arregló la compra de su hermano Samuel Edmonson por un próspero comerciante de algodón de Nueva Orleans para trabajar como su mayordomo. Cuando el comerciante murió en 1853, Samuel se mudó con esa familia y sus otros esclavos a lo que ahora es la Casa 1850 en los edificios Pontalba en Jackson Square.
En Nueva Orleans, el resto de hermanos se vieron obligados a permanecer durante días en un porche abierto frente a la calle esperando compradores. Las hermanas fueron tratadas con brusquedad y expuestas a comentarios obscenos. Antes de que la familia pudiera rescatar al resto de sus miembros, estalló una epidemia de fiebre amarilla en la ciudad. Los traficantes de esclavos transportaron a las hermanas Edmonson de regreso a Alejandría como una medida para proteger sus inversiones.
Ephraim Edmonson y John Edmonson, otros dos hermanos que habían intentado escapar en el Pearl, fueron retenidos en Nueva Orleans. Su hermano Hamilton trabajó, y finalmente consiguió, su compra y libertad.

## Henry Ward Beecher
En Alejandría, las hermanas Edmonson fueron contratadas para lavar, planchar y coser mientras sus salarios iban a parar a los traficantes de esclavos. Eran encerradas por la noche. Paul Edmonson continuó su campaña para liberar a sus hijas mientras Bruin & Hill exigió $ 2,250 por su liberación.
Con cartas de partidarios del área de Washington, Paul Edmonson conoció a Henry Ward Beecher, un joven predicador congregacionalista con una iglesia en Brooklyn, Nueva York, conocido por apoyar el abolicionismo. Los miembros de la iglesia de Beecher recaudaron fondos para comprar a las hermanas Edmonson y darles la libertad. Acompañado por William L. Chaplin, un abolicionista blanco que había ayudado a pagar al Pearl por el intento de fuga, Beecher fue a Washington para arreglar la transacción.
Mary Edmonson y Emily Edmonson se emanciparon el 4 de noviembre de 1848. La familia se reunió para una celebración en la casa de otra hermana en Washington. La iglesia de Beecher continuó contribuyendo con dinero para enviar a las hermanas a la escuela para su educación. Primero se matricularon en el New York Central College, una institución interracial en el condado de Cortland, Nueva York. También trabajaron como sirvientas en tareas de limpieza para poder mantenerse.
Mientras estudiaban, las hermanas participaron en manifestaciones contra la esclavitud en todo el estado de Nueva York. La historia de su esclavitud, intento de fuga y sufrimiento se repitió a menudo. El hijo y biógrafo de Beecher registró que "este caso en ese momento atrajo gran atención".
En los mítines, las hermanas Edmonson participaron en subastas de esclavos simuladas diseñadas por Beecher para atraer publicidad a la causa abolicionista. Al describir el papel que desempeñaron mujeres como las hermanas Edmonson en un teatro político tan publicitado, una académica de la Universidad de Maryland afirmó en 2002:

"Beecher organizó sus subastas más exitosas utilizando atractivas mujeres mulatas o niñas (como las hermanas Edmonson o la hermosa niña Pinky, quien, según Beecher, "nadie sabría que no era una niña blanca") haciendo una elección material al "elegir" su protesta política que estaba calculada para atraer el interés del público. Mientras exhibía los cuerpos de las mujeres en el escenario, Beecher exhortó a su público a imaginar el destino que aguardaba a estas jóvenes o "mercancías comercializables", como él las llamaba, en las subastas de chicas elegantes de Nueva Orleans. Sus elecciones de reparto solo podían funcionar con mujeres hermosas de piel clara".

## Convención sobre la ley de esclavos fugitivos

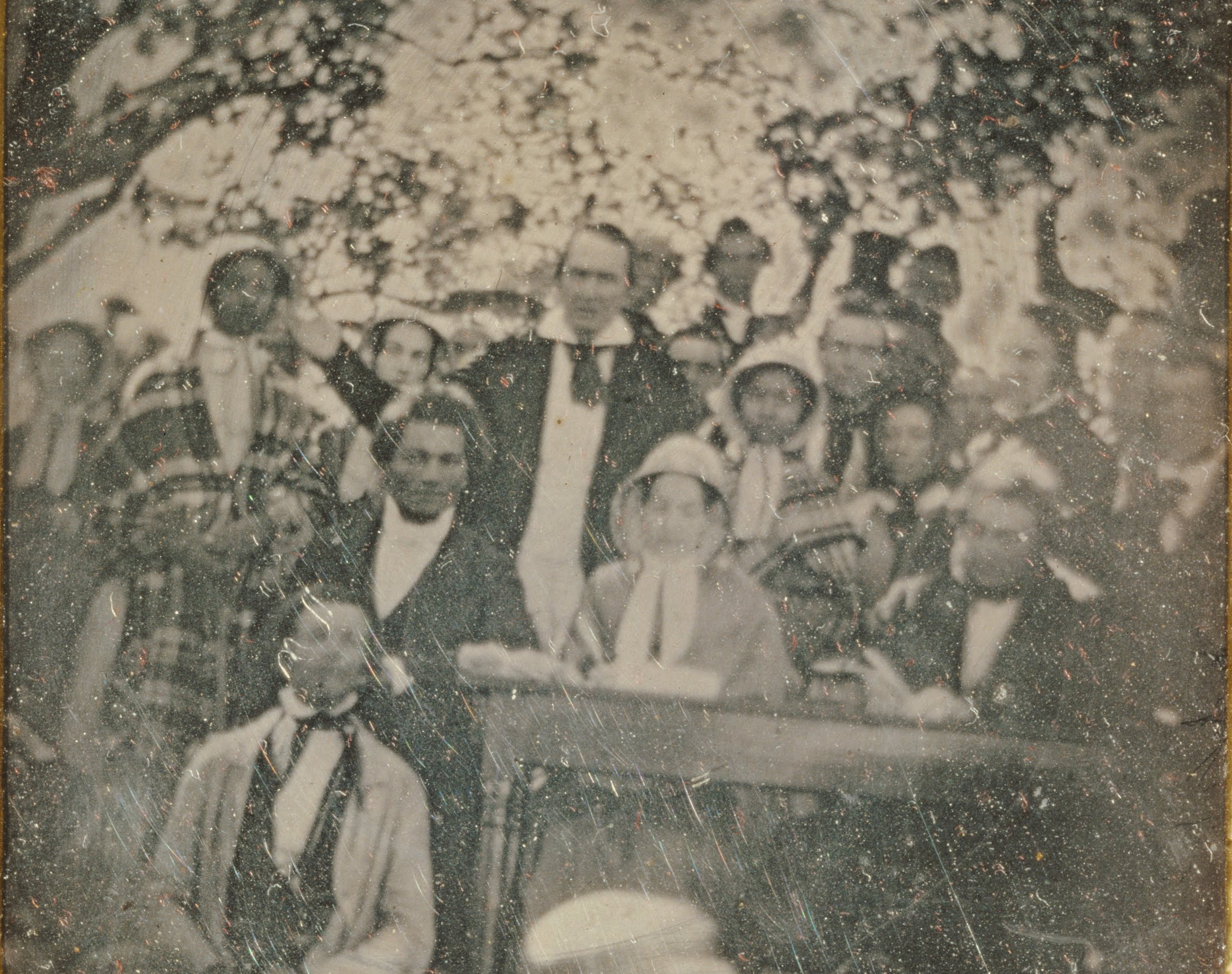
Daguerrotipo tomado por Ezra Greenleaf Weld en la Convención sobre la Ley de Esclavos Fugitivos de 1850, en Cazenovia, Nueva York. Las hermanas Edmonson están de pie con capotas y chales de tela escocesa en la fila detrás de los portavoces sentados. Frederick Douglass está sentado, con Gerrit Smith detrás de él y entre ambas hermanas.

En el verano de 1850, las hermanas Edmonson asistieron a la Convención sobre la Ley de Esclavos Fugitivos, una reunión contra la esclavitud en Cazenovia, Nueva York, organizada por el abolicionista local Theodore Dwight Weld y otros, para manifestarse contra la Ley de Esclavos Fugitivos, que pronto será aprobada por el Congreso de los Estados Unidos. Según esta ley, los propietarios de esclavos tenían poder para arrestar a sus esclavos fugitivos en el norte. La convención declaró a todos los esclavos prisioneros de guerra y advirtió a la nación de una insurrección inevitable de esclavos a menos que fueran emancipados.
En esta convención, las hermanas fueron incluidas en una fotografía histórica en daguerrotipo tomada por el hermano de Theodore Dwight Weld, Ezra Greenleaf Weld. También se incluye en la imagen al legendario orador y abolicionista Frederick Douglass.
Si bien había muchos esclavos "a los que era imposible distinguir de un blanco", la apariencia mulata de las hermanas Edmonson puede que se adaptara bien a su papel como dos de los "rostros públicos" de la esclavitud estadounidense.

## Oberlin College
En 1853, las hermanas Edmonson asistieron a la Escuela Preparatoria de Damas Jóvenes en el Oberlin College en Ohio con el apoyo de Beecher y su hermana, Harriet Beecher Stowe, autora de La La cabaña del tío Tom. Desde su fundación en la década de 1830, la escuela había admitido tanto a negros como a blancos, y era un centro de activismo abolicionista. Seis meses después de llegar a Oberlin, Mary Edmonson murió de tuberculosis.
Ese mismo año, Stowe incluyó parte de la historia de las hermanas Edmonson con otros relatos fácticos de experiencias de esclavitud en A Key to Uncle Tom's Cabin.

## Escuela normal para niñas de color
Emily, de dieciocho años, regresó a Washington con su padre, donde se matriculó en la Escuela Normal para Niñas de Color (ahora conocida como Universidad del Distrito de Columbia). Ubicada cerca del actual Dupont Circle, la escuela capacitaba a jóvenes afroamericanas para convertirse en maestras. Para protegerse, la familia Edmonson se mudó a una cabaña en el terreno. Emily y Myrtilla Miner, la fundadora de la escuela, aprendieron a disparar. Emily enseñó a mujeres negras y continuó su trabajo abolicionista.

## Vida posterior
En 1860, a los 25 años, Emily Edmonson se casó con Larkin Johnson. Regresaron al área de Sandy Spring, Maryland y vivieron allí durante doce años antes de mudarse a Anacostia en Washington D. C. Allí compraron terrenos y se convirtieron en miembros fundadores de la comunidad de Hillsdale. Al menos uno de sus hijos nació en el condado de Montgomery antes de mudarse a Anacostia. Edmonson mantuvo su relación con el residente de Anacostia, Frederick Douglass, y ambos continuaron trabajando en el movimiento abolicionista. Incluso después de la ratificación de la Decimotercera Enmienda, permanecieron tan unidos que las nietas de Emily observaron que eran como "hermano y hermana". Emily Edmonson Johnson murió en su casa el 15 de septiembre de 1895.

## Legado y honores
- En 2010, la ciudad de Alexandria, Virginia, dio el nombre de Edmonson Square a un parque en Duke Street en honor a las dos hermanas. El parque está cerca de las instalaciones de un antiguo comerciante de esclavos y otros sitios históricos asociados con la esclavitud.
- En 2010, se instaló una escultura de bronce de las dos hermanas de tres metros de altura. La escultura fue realizada por el escultor Erik Blume y se instaló en el parque Edmonson Square en el número 1701 de Duke Street en Alexandria, junto a la antigua instalación de esclavos de Bruin & Hill (ahora una oficina particular).[18]

## Otras representaciones
- En 1992, la obra de Judlyne A. Lilly, The Pearl, que se basó en los escritos de John H. Paynter (un descendiente de uno de los "fugitivos del Pearl"), fue estrenada por The Source Theatre en Washington D. C.[10][19]